# Левесон-Гоуэр, Джон, 1-й барон Гоуэр
 Джон Левесон-Гоуэр, 1-й барон Гоуэр (англ. John Leveson-Gower, 1st Baron Gower; 7 января 1675 — 31 августа 1709) — английский дворянин и политик из семьи Левесон-Гоуэр. Сын сэра Уильяма Левесон-Гоуэра, 4-го баронета (ок. 1647—1691), и его жены Джейн Гренвиль . Он родился в Ситтенхеме, графство Йоркшир. Его дедом по материнской линии был Джон Гренвиль, 1-й граф Бат.

## Карьера
Джон Левесон-Гоуэр был член Палаты общин Англии от Ньюкасл-андер-Лайма в 1692—1703 годах. 16 марта 1703 года для него был создан титул 1-го барона Гоуэра из Ситтенхема в графстве Йоркшир. В 1702—1707 годах он был членом Тайного совета. С 1702 по 1706 год — канцлер герцогства Ланкастерского. В 1706 году он был уполномоченным Союза английского и шотландского парламентов.
31 августа 1709 года Джон Левесон-Гоуэр, 1-й барон Гоуэр, скончался в Бивер-Касле, Грантем, графство Линкольншир.

## Семья
В сентябре 1692 года Левесон-Гоуэр женился на леди Кэтрин Меннерс (1675 — 7 марта 1722), дочери Джона Меннерса, 1-го герцога Ратленда (1638—1711), и его третьей жены Кэтрин Ноэль (1657—1732). У супругов было шесть детей:
- Джон Левесон-Гоуэр, 1-й граф Гоуэр (10 августа 1694 — 25 декабря 1754), 1-я жена с 1711/1712 года Эвелин Пиррепонт (1691—1729), дочери Эвелина Пиррепонта, 1-го герцога Кингстон-апон-Халла, 2-я жена с 1733 года Пенелопа Стоунхаус (? — 1734), дочь сэра Джона Стоунхауса, 3-го баронета, 3-я жена с 1736 года леди Мэри Тефтон (1701—1785), вдова Энтони Грея, графа Гарольда (1695—1723), дочь Томаса Тефтона, 6-го графа Тенета (1644—1729), и леди Кэтрин Кавендиш (? — 1712).
- Уильям Левесон-Гоуэр (? — 13 декабря 1756), член Палаты общин от Стаффордшира с 1720 по 1754 год. Он женился на Энн Гровенор, дочери сэра Томаса Гровенора.
- Томас Левесон-Гоуэр (6 мая 1699 — 12 августа 1727), член Палаты общин от Ньюкасла-андер-Лайма (1720—1727). Был не женат и не имел потомства.
- Баптист Левесон-Гоуэр (1701 — 4 августа 1782), член Палаты общин от Ньюкасла-андер-Лайма (1727—1761).
- Кэтрин Левесон-Гоуэр (? — 20 апреля 1712)
- Джейн Левесон-Гоуэр (ок. 1704 — 10 июня 1726), вышла замуж 5 января 1718/1719 года за Джона Проби (ок. 1697—1762). Среди их детей был Джон Проби, 1-й барон Кэрисфорт (1720—1772).